# Condado de Montgomery (Maryland)
O Condado de Montgomery (em inglês:  Montgomery County) é um dos 23 condados do estado americano de Maryland. A sede e maior cidade do condado é Rockville. Foi fundado em 1776.
O condado possui uma área de 1 313 km², dos quais 1 272 km² estão cobertos por terra e 41 km² por água, uma população de 971 777 habitantes, e uma densidade populacional de 763,8 hab/km² (segundo o censo nacional de 2010). É o condado mais populoso de Maryland, e o 42º mais populoso dos Estados Unidos.